# Sutyna sculpta
Sutyna sculpta är en fjärilsart som beskrevs av Augustus Radcliffe Grote 1873. Sutyna sculpta ingår i släktet Sutyna och familjen nattflyn. Inga underarter finns listade i Catalogue of Life.